# Justicia cooleyi
Justicia cooleyi é uma das raras espécies de plantas da família Acanthaceae conhecida pelo nome comum de salgueiro de água Colley. É endémica da Flórida, nos Estados Unidos, onde ela aparece em três municípios. É uma das espécies ameaçadas de extinção listadas da nível federal.